# Horus-Ba
Ba, identificat și ca Horus Ba a fost un faraon controversat care probabil ar fi domnit la sfârșitul primei Dinastii de faraoni egipteni sau în a doua dinastie de faraoni. Mulți egiptologi îl asociază pe Ba cu un rege cu un nume ciudat care ilustrează o gâscă sau o altă pasăre și este numit Horus Bird. Așa că Horus Ba ar fi unul cu Horus Bird. Existența sa este bazată pe niște descoperiri arheologice sub Piramida lui Djoser de la Saqqara.